# Thành phố trung tâm (Nhật Bản)
Thành phố trung tâm (tiếng Nhật: 中核市, romaji: chūkaku-shi, Hán-Việt: trung hạch thị) là những đơn vị hành chính cấp hạt ở khu vực thành thị có dân số trên 30 vạn người, được Thủ tướng Nhật Bản chỉ định căn cứ Luật Tự chủ Địa phương vào nghị quyết của hội đồng đô đạo phủ huyện mà thành phố này trực thuộc và nghị quyết của hội đồng thành phố.
Các thành phố trung tâm được phân cấp rất nhiều chức năng so với các thị đinh thôn khác, chỉ kém các thành phố cấp quốc gia.
Hiện tại, Nhật Bản có 40 thành phố đã được chỉ định là các thành phố trung tâm. Dưới đây là danh sách các thành phố đó.
| Vùng     | Đô đạo phủ huyện | Thành phố    | Ngày được chỉ định | Ghi chú                            |
| -------- | ---------------- | ------------ | ------------------ | ---------------------------------- |
| Hokkaidō | Hokkaidō         | Asahikawa    | 1/4/2000           |                                    |
| Hokkaidō | Hokkaidō         | Hakodate     | 1/10/2005          |                                    |
| Tōhoku   | Aomori           | Aomori       | 1/10/2006          |                                    |
| Tōhoku   | Iwate            | Morioka      | 1/4/2008           |                                    |
| Tōhoku   | Akita            | Akita        | 1/4/1997           |                                    |
| Tōhoku   | Fukushima        | Kōriyama     | 1/4/1997           |                                    |
| Tōhoku   | Fukushima        | Iwaki        | 1/4/1999           |                                    |
| Kantō    | Tochigi          | Utsunomiya   | 1/4/2008           | Đô thị trung tâm vùng Bắc Kantō    |
| Kantō    | Gunma            | Maebashi     | 1/4/2009           |                                    |
| Kantō    | Saitama          | Kawagoe      | 1/4/2003           |                                    |
| Kantō    | Chiba            | Funabashi    | 1/4/2003           |                                    |
| Kantō    | Chiba            | Kashiwa      | 1/4/2008           |                                    |
| Kantō    | Kanagawa         | Yokosuka     | 1/4/2001           |                                    |
| Chūbu    | Nagano           | Nagano       | 1/4/1999           |                                    |
| Chūbu    | Toyama           | Toyama       | 1/4/1996           |                                    |
| Chūbu    | Ishikawa         | Kanazawa     | 1/4/2006           |                                    |
| Chūbu    | Gifu             | Gifu         | 1/4/2006           |                                    |
| Chūbu    | Aichi            | Toyota       | 1/4/1998           |                                    |
| Chūbu    | Aichi            | Toyohashi    | 1/4/1999           |                                    |
| Chūbu    | Aichi            | Okazaki      | 1/4/2003           |                                    |
| Kinki    | Shiga            | Ōtsu         | 1/4/2009           |                                    |
| Kinki    | Ōsaka            | Takatsuki    | 1/4/2003           |                                    |
| Kinki    | Ōsaka            | Higashiōsaka | 1/4/2005           |                                    |
| Kinki    | Hyōgo            | Himeji       | 1/4/2006           |                                    |
| Kinki    | Hyōgo            | Nishinomiya  | 1/4/2008           |                                    |
| Kinki    | Hyōgo            | Amagasaki    | 1/4/2009           |                                    |
| Kinki    | Nara             | Nara         | 1/4/2002           |                                    |
| Kinki    | Wakayama         | Wakayama     | 1/4/1997           |                                    |
| Chūgoku  | Okayama          | Kurashiki    | 1/4/2002           |                                    |
| Chūgoku  | Hiroshima        | Fukuyama     | 1/4/1998           |                                    |
| Chūgoku  | Yamaguchi        | Shimonoseki  | 1/10/2005          | Đô thị trung tâm vùng ít dân nhất. |
| Shikoku  | Kagawa           | Takamatsu    | 1/4/1999           |                                    |
| Shikoku  | Ehime            | Matsuyama    | 1/4/2000           |                                    |
| Shikoku  | Kōchi            | Kōchi        | 1/4/1998           |                                    |
| Kyūshū   | Fukuoka          | Kurume       | 1/4/2008           |                                    |
| Kyūshū   | Nagasaki         | Nagasaki     | 1/4/1999           |                                    |
| Kyūshū   | Ōita             | Ōita         | 1/4/1997           |                                    |
| Kyūshū   | Miyazaki         | Miyazaki     | 1/4/1998           |                                    |
| Kyūshū   | Kagoshima        | Kagoshima    | 1/4/1996           |                                    |